# Jesse Cameron-Glickenhaus
Jesse Cameron-Glickenhaus est un ancien acteur américain, né le 14 février 1982. Il est principalement connu pour avoir interprété le rôle de Jesse Broderick dans le film de 1993, Le Triomphe des innocents. Il est le fils du réalisateur James Glickenhaus.

## Filmographie partielle

### Cinéma
- 1985 : Le Retour du Chinois de James Glickenhaus
- 1993 : Le Triomphe des innocents de James Glickenhaus
- 1995 : Timemaster de James Glickenhaus

## Distinctions

### Nominations
- Saturn Award :
  - Nommé au Saturn Award du meilleur jeune acteur 1994 (Le Triomphe des innocents)